# Father of Night
Father of Night – piosenka skomponowana przez Boba Dylana, nagrana przez niego w czerwcu 1970 r. i wydana na albumie New Morning w październiku 1970 r.

## Historia i charakter utworu
Piosenka ta została nagrana na 7 sesji w Columbia Studio E z 5 czerwca. Oprócz niej nagrał Dylan wtedy jeszcze: „If Dogs Run Free”, „Sign on the Window”, „Winterlude”, „The Man in Me”, „Went to See the Gypsy” (wszystkie te wersje zostały wydane na New Morning) oraz „Ah-Ooh! (instrumentalny), „I Forgot to Remember to Forget Her” i „Lily of the West (Flora)”. Ten ostatni utwór został wydany na albumie Dylan.
Kolejna piosenka, w której głównym instrumentem jest fortepian, na którym gra sam Dylan i kolejny utwór, w którym wykazuje swoje zainteresowanie chrześcijaństwem na 10 lat przed jego tymczasowym nawróceniem się na tę religię.
Piosenka ta jest jedną z trzech, które zostały napisane przez artystę do sztuki teatralnej Archibalda MacLeisha „The Devil and Daniel Webster”. Pozostałymi były „New Morning” i „Time Passes Slowly”. „Father of Night” była także tą piosenką, która została odrzucona i Dylan zrezygnował z całego projektu i nagrał album New Morning.
Ten hymn do Boga jest tajemniczą piosenką. Dylan sięga do Boga (jako pierwszej postaci Świętej Trójcy) ale i do nieznanego w nim. Bóg Dylana jest bogiem intuicyjnym. Jest więc całkowicie inny od dylanowskiego logicznego i zarazem groźnego Boga z jego trzyletniego chrześcijańskiego okresu 1979–1981.

## Muzycy
- Bob Dylan – pianino, gitara, harmonijka, wokal

sesja szósta
- Al Kooper – gitara, pianino, wokal
- Charlie Daniels – gitara basowa
- Ron Cornelius – gitara
- Russ Kunkel – perkusja
- Hilda Harris – chórki
- Albertine Robinson – chórki
- Maeretha Stewart – chórki

## Wykonania piosenki przez innych artystów
- Julie Felix – Lightning (1974)
- Manfred Mann’s Earth Band – Solar Fire (1974)
- Tim O’Brien – Red on Blonde (1996)
- First Ladies na albumie różnych wykonawców Duluth Does Dylan (2001)